# Haslach
Haslach es un barrio en el oeste de Friburgo de Brisgovia en Baden-Wurtemberg, Alemania. El barrio es una de las localidades más viejas de Brisgovia que ya se menciona en un documento escrito de la abadía de San Galo del año 786. Limita al norte con el barrio de Stühlinger al otro lado del río Dreisam, al sur con St. Georgen, al este con Wiehre y al oeste con Weingarten.

## Enlaces
- Wikimedia Commons alberga una categoría multimedia sobre Haslach.
- Páginas Badenses: Vistas de Haslach